# وائل جمعة
وائل جمعة كامل الحوتي واسم الشهرة وائل جمعه (ولد في 3 أغسطس 1975) في قرية الشين مركز قطور محافظة الغربية وكان من ناشئي مركز شباب الشين ولعب معه ثلاث سنوات قبل أن ينتقل الي نادي غزل المحلة ثم الي النادي الأهلي بعد التاْلق في بطوله كاس العالم العسكرية عام 2001 وحصل علي كاس احسن لاعب في البطولة وهو لاعب كرة قدم مصري يلعب في مركز المدافع في النادي الأهلي، وقد أعير للعب في نادي السيلية القطري كما أنه يلعب في مركز المدافع أيضا في المنتخب الوطني المصري ثم عاد الي النادي الأهلي مره ثانيه بعد انتهاء عقده مع نادي السيلية القطري ثم عاد للنادي الأهلي مرة أخرى. ويعمل حاليا مديرا لمنتخب مصر لكرة القدم

## حياته الشخصية
وائل جمعة متزوج ولديه بنت واسمها حبيبة وولد اسمه أحمد، ومن أعز أصدقاءه محمد أبو تريكة في النادي الاهلى والمنتخب.
درس في كلية الاداب قسم فرنسي جامعة طنطا

## بطولات
- الدوري المصري مع الأهلي 8 مرات ( 2004 - 2005، 2005 - 2006، 2006 - 2007، 2007 - 2008، 2008 - 2009، 2009 - 2010، 2010 - 2011 ،2013 - 2014 )
- كأس مصر 3 مرات ( 2003 - 2006 - 2007 )
- دوري أبطال إفريقيا 6 مرات (2001 - 2005 - 2006 - 2008 - 2012 - 2013)
- كأس السوبر الإفريقي 6 مرات (2002 - 2006 - 2007 - 2009 - 2013 - 2014)
- كأس السوبر المصري 7 مرات (2003 - 2005 - 2006 - 2007 - 2008- 2010 - 2012)
- برونزية كأس العالم للأندية باليابان (2006) مع النادي الأهلي
- كأس الأمم الإفريقية (2006 - 2008 - 2010)
- كاس العالم العسكرية لكرة القدم 2001

## وصلات خارجية ومصادر
- مقال من موقع كورة دوت كوم

## روابط خارجية
- وائل جمعة على موقع الاتحاد الدولي (مؤرشف)  (الإنجليزية)
- وائل جمعة على موقع الاتحاد الأوربي (الإنجليزية)
- وائل جمعة على موقع قاعدة بيانات كرة القدم.إي يو (الإنجليزية)
- وائل جمعة على موقع ناشيونال فوتبول تيمز (الإنجليزية)
- وائل جمعة على موقع Soccerway.com (الإنجليزية)
- وائل جمعة على موقع عالم كرة القدم.نت (الإنجليزية)
- وائل جمعة على موقع كووورة